# Deltote flavifrons
Deltote flavifrons is een vlinder van de familie van de uilen (Noctuidae). De wetenschappelijke naam van deze soort is voor het eerst voorgesteld als Gesonia flavifrons door Frederic Moore in een publicatie uit 1887.
De soort komt voor in Sri Lanka.